# Guldlocke
Guldlocke (Mitostoma chrysomelas) är en spindeldjursart. Guldlocke ingår i släktet Mitostoma, och familjen fläcklockar, Nemastomatidae. Arten är reproducerande i Sverige.